# Mussolina

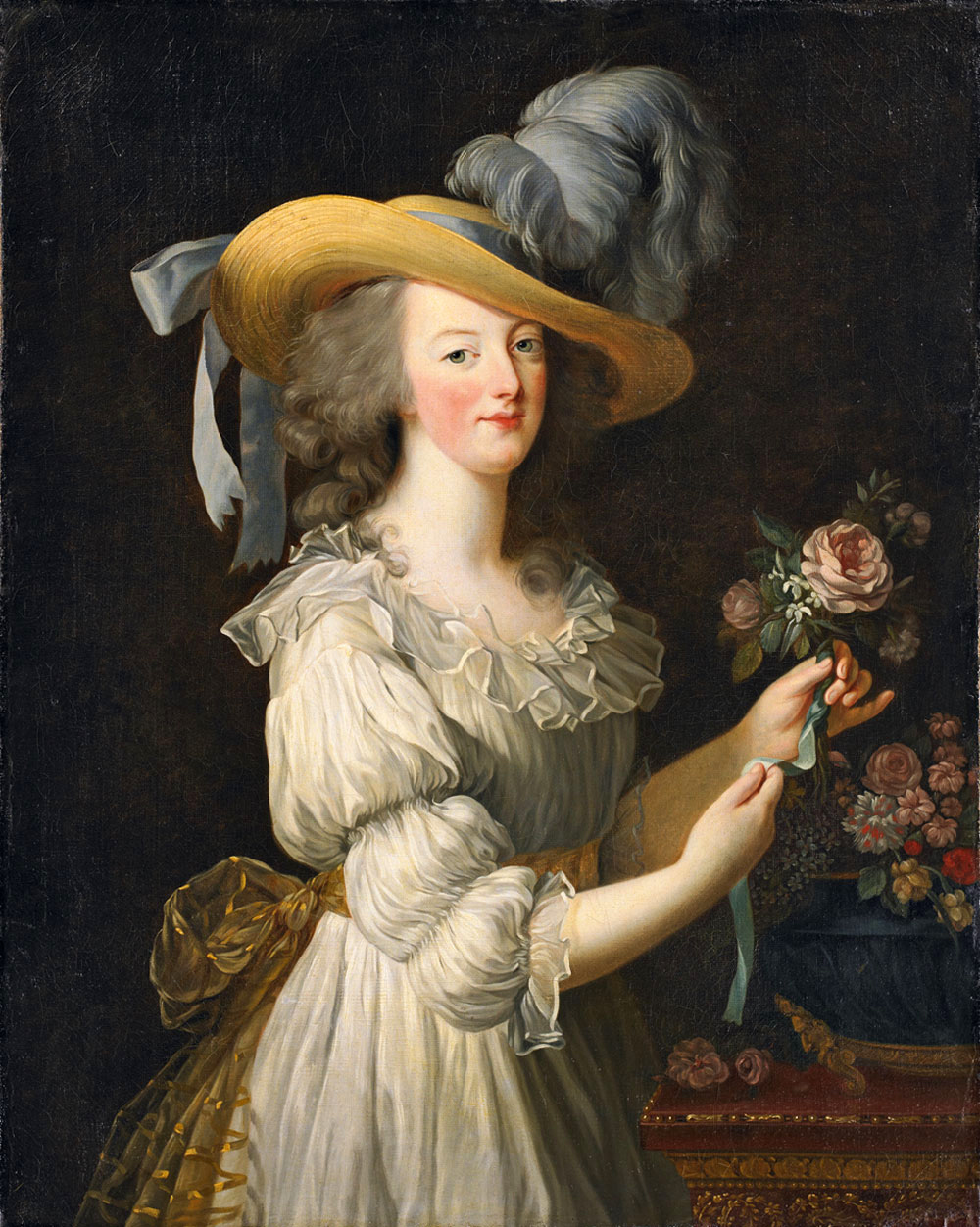
Maria Antonieta amb vestit de mussolina (retrat de 1793)

La mussolina és una tela fina i transparent originària de Mossul (Iraq), i per extensió la roba blanca de seda, transparent i fina, i de cotó imitant la mussolina de seda, per fer peces de vestit interior, mocadors de pagesa, vels, etc.
Procedent de l'Índia va aparèixer a Europa en el segle xiii, primer en seda i més tard en cotó. Malgrat les prohibicions d'importació i les facilitats donades a la indústria per a la seua fabricació, serà necessari esperar al segle xix perquè la confecció de la mussolina es desenvolupe a Europa.
Els vestits de mussolina, posats de moda, van crear una nova indústria. La mussolina és un teixit fi, transparent i vaporós. Es teixeix amb fils fins i retorçats, no gaire atapeïts, emprant cotó, seda, llana viscosa o fils sintètics. S'utilitza generalment per al vestuari teatral i per a la decoració de les finestres.
Lleugera i sòlida, s'utilitza, comunament, per a la confecció dels vestits de les ballarines de ballet, ja siga per als tutús curts o llargs.
Aquest terme s'utilitza també en cuina: per extensió, referint-se a una salsa de creïlles, xocolata o altres ingredients, convertits en un puré molt fi i suau.